# قورباغه‌های شاخک‌دار
قورباغه‌های شاخک‌دار (نام علمی: Hemiphractus) نام یک سرده از تیره شاخک‌غوکان است.